# 杰瑞·赫尔曼
杰拉尔德·谢尔顿·赫曼（Gerald Sheldon Herman 1931年7月10日—2019年12月26日）是一名美国作曲家、作词家，为百老汇的音乐剧写过许多作品，其中不乏《你好，多莉！》等名作。2009年，他获得了托尼奖终身成就奖，次年又获得肯尼迪中心荣誉奖。

## 生平
他出生于曼哈顿，但是实在新泽西州的泽西城长大的，父母都是接受过音乐教育的中产阶级犹太人。他在小时候学过钢琴，17岁时经人介绍给弗兰克·罗瑟，罗瑟烂看过他写的作品，并鼓励他继续创作。他曾在帕森斯设计学院和迈阿密大学读书。
毕业后，他前往纽约工作，写过一些外百老汇时事讽刺剧。1960年，他的作品《从A到Z》（From A to Z）首次在百老汇演出，1964年，大卫·梅里克找他参加《你好，多莉！》的创作，这部剧一共演出了2,844次，是截止当时演出场次最多的音乐剧。
他是一名出柜的同性恋，1985年确诊艾滋病，2019年12月26日，他在同性伴侣特里·马勒（Terry Marler）的陪伴下，在迈阿密的医院里去世。

## 扩展阅读
- Showtune: A Memoir by Jerry Herman (1996) (with Marilyn Stasio), Donald I. Fine Books, an imprint of Penguin Books
- Citron, Stephen. Jerry Herman: Poet of the Showtune (2004), Yale University Press, ISBN 0-300-10082-5